# A Scream in the Night (film, 1919)
Pour les articles homonymes, voir A Scream in the Night.
Pour plus de détails, voir Fiche technique et Distribution.
A Scream in the Night (littéralement: Un cri dans la nuit) est un film muet américain réalisé par Leander de Cordova et Burton L. King, sorti en 1919.

## Fiche technique
- Titre : A Scream in the Night
- Réalisation : Leander de Cordova, Burton L. King
- Scénario : Charles Logue
- Photographie : Arthur A. Cadwell (en), William A. Reinhart
- Montage : John J. Keeley
- Producteur : A.H. Fischer, B. A. Rolfe
- Société de production : A.H. Fischer Features Inc.
- Société de distribution : Select Pictures Corporation
- Pays de production :  États-Unis
- Langue : Anglais
- Métrage : 1 800 m
- Format : Noir et blanc — 35 mm — 1,33:1 — Muet
- Genre : Film dramatique
- Durée : 60 minutes (1 h 0)
- Dates de sortie : 
  - États-Unis : 5 octobre 1919

## Distribution
- Ruth Budd : Darwa
- Ralph Kellard (en) : Robert Hunter
- Edna Britton : Vaneva Carter
- John Webb Dillion (en) : Prof. Silvio
- Edward Roseman (en) : Lotec
- Stephen Grattan : Sen. Newcastle
- Adelbert Hugo : Floris
- Louis Stern : M. Graham